# Піхва (ботаніка)
Пі́хва (лат. vaginula) — нижня частина листка однодольних рослин, розширена у вигляді жолобка або трубки, яка тимчасово (наприклад, у зонтичних) або тривало (наприклад, у тонконогових) охоплює стебло. Піхва захищає бруньку, що знаходиться в її пазусі. У тонконогових піхва — ніжна міжвузлова основа стебла, що повільно росте. У деяких рослин, наприклад у бананів, піхви листя, охоплюючи одна одну, утворюють високе несправжнє стебло. У багатьох рослин нижнє листя, а у деяких і всі зредуковано і представлено тільки одними піхвами.
Піхвою (або вольвою) називається також невелика мішковидна обгортка або облямівка в основі ніжки деяких шапинкових грибів (наприклад, мухомора, блідої поганки) — залишок так званого загального покривала, що оточує спорокарп молодого гриба і що пізніше розривається.
Наявність (або відсутність) і форма обох типів піхви — постійна ознака, що використовується в традиційній (негенетичній) систематиці рослин та грибів.